# Escudo de Tristán de Acuña
El escudo de amas de Tristán de Acuña fue adoptado en el año 2002. 
Es un campo partido de azur (color azul) y plata (color blanco) en el que figuran dos albatros de plata en su mitad superior y dos de azur en la inferior que reproduce el diseño de un espejo con las figuras e invierte los colores de la superior. En el centro del escudo figura un losange (rombo) de plata en su mitad superior y de azur la inferior. El escudo está  sostenido por dos langostas, especie que se pesca en estas islas. Las armas están timbradas por un yelmo con burelete y lambrequines de azur y plata surmontado por una corona naval de oro y una cimera con forma de velero, de plata. En la parte inferior aparece, escrito en una cinta, el lema nacional: “Our faith is our strength” ("Nuestra fe es nuestra fuerza"). El blasón figura en la bandera nacional del Gobernador.